# АСДП
Ігданіт або АСДП (абревіатура від Аміачна Селітра / Дизельне Паливо) — найпростіша гранульована вибухова речовина, до складу якої входить амонійна селітра та невелика кількість (5-6 %) дизельного палива або солярового масла. В англомовних країнах має назву — ANFO (Ammonium Nitrate/Fuel Oil).

## Огляд
Ігданіт розроблений на початку 1950-х рр. одночасно і незалежно в низці країн — СРСР, США. Російська назва утворнена від абревіатури назви розробника — Інституту гірничої справи Академії наук СРСР (рос. Институт горного дела Академии наук СССР — ИГДАН).

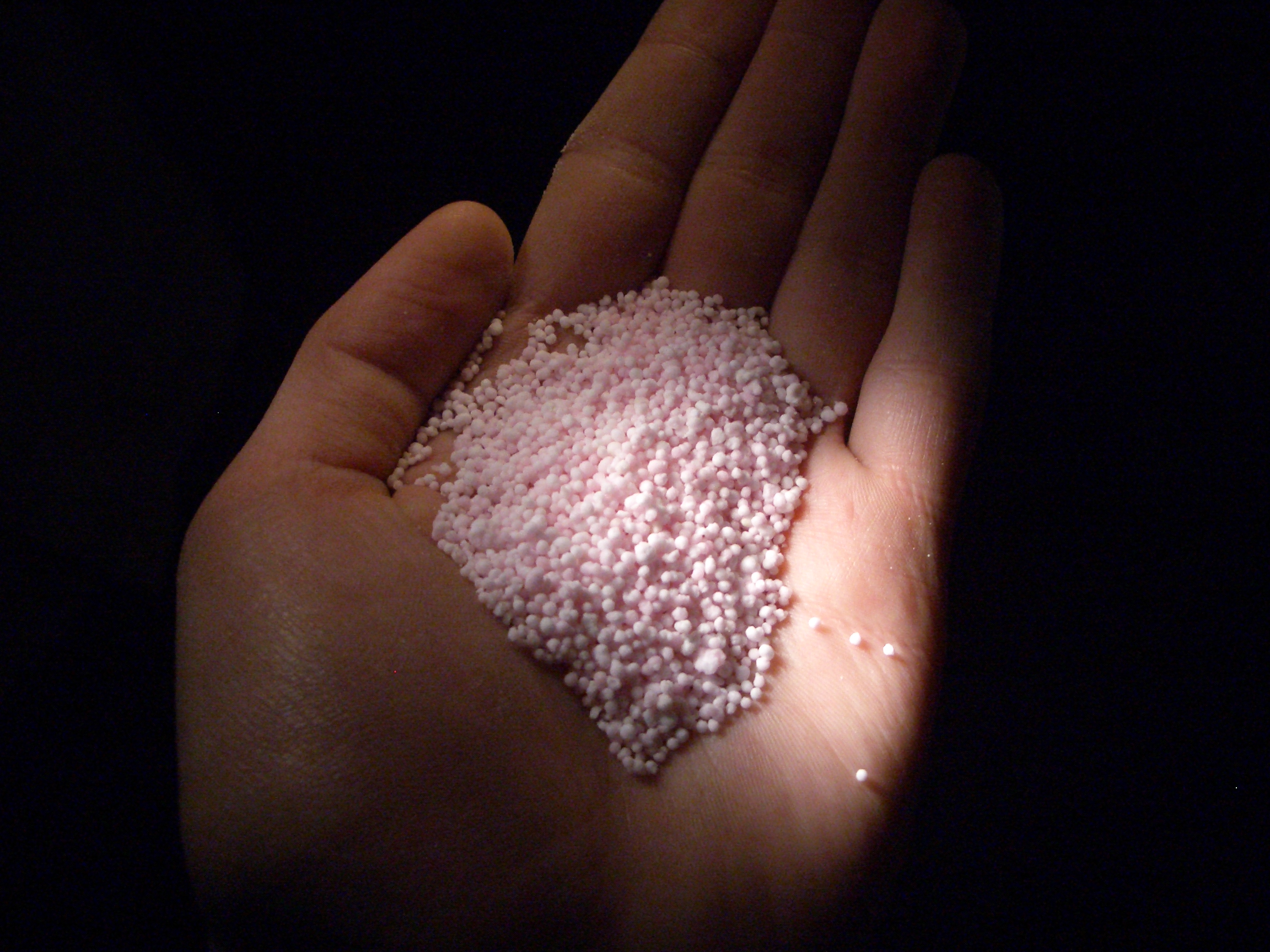
Гранульований АСДП

### Переваги і недоліки

#### Переваги
- Гідростійкість (не гігроскопічний).
- Дешевизна
- Легкість виготовлення

#### Недоліки
- Низька бризантність

## Характеристика
Характеризується специфічним механізмом реакції вибухового перетворення, при якому детонація протікає не у всьому об'ємі ВР, а лише на поверхні гранул; в результаті зменшується скважність імпульсу тиску і його максимум, збільшується тривалість дії вибуху, що сприятливо впливає на процес подрібнення породи в гірському масиві. І. низькочутливий до механічних впливів.
Це ВР відрізняється високою температурою вибуху, гарною бризантністю, водостійкістю, але існує доти, доки не випарується нафтопродукт, тому ігданити готують безпосередньо перед застосуванням.
В основі детонації АСДП лежить реакція, продуктами якої є азот, двоокис карбону і вода
{\displaystyle {\ce {(3n+1) NH4NO3 + CnH2n+2 -> N2 + nCO2 + (n+3)H20}}}
Чутливість і детонаційна здатність АСДП дуже залежать від розмірів пор і вологості гранул, щільності заряджання. Ігданіти, що не містять висококалорійного пального, є ВР середньої потужності і досить ефективні для висадження слабких порід і порід середньої міцності. При міцних породах АСДП застосовують в комбінованих зарядах з потужнішими ВР.
В ідеальній стехіометрично збалансованій реакції ANFO складається приблизно з 94,5% AN і 5,5% FO за вагою. На практиці додається невелика надлишок мазуту, оскільки недостатнє дозування призводить до зниження продуктивності, тоді як передозування призводить лише до збільшення кількості парів після вибуху.
Завдяки простоті технології і низькій чутливості до зовнішніх впливів АСДП дозволені до виробництва на місцях їх застосування.Двокомпонентний АСДП є найбільш економічною вибуховою речовиною.Ігданіт не водотривкий, що спочатку обмежувало сферу його застосування. Цей недолік усувають осушенням шпурів і свердловин перед їх заряджанням, укладанням зарядів у поліетиленову оболонку.
Зарубіжні аналоги ігданіту: ніліти і алювіти (США); амекси, анфомети (Канада); амонекси і андекси (ФРН).

## Застосування
АСДП виготовляють на стаціонарних установках або за допомогою змішувально-зарядних машин безпосередньо в процесі заряджання свердловин і витрачають в день виготовлення або протягом першої доби. Свердловинні та інші великі зарядні порожнини на поверхні заряджають засипкою або пневматичною подачею із змішувально-зарядної машини. У підземних виробках АСДП заряджають в шпури і висхідні свердловини пневмозарядниками.
Застосовується для створення великих зарядів (більше 5 кг) для підриву будівель або інших великих диверсій, що обумовлено його дешевизною та можливістю виготовлення у великих кількостях.